# Pelion Chasma
Il Pelion Chasma è una formazione geologica della superficie di Mimas.
Prende il nome dal monte Pelio in Grecia, con riferimento al mito secondo il quale, per dare l'assalto all'Olimpo, gli Aloadi lo impilarono col monte Ossa.